# セント・ジョン教区 (グレナダ)
セント・ジョン教区（Saint John Parish）は、グレナダの行政教区。グレナダ島西部を管轄し、首府はグヤヴェ。面積は35平方キロメートル、人口は約9千人（2017年推計）。
1649年にやって来たフランス人は、グアバが良く実っていたことから同地をランス・ゴヤーヴ（L'Anse Goyave、意味はグアバの入り江）と名付けた。1763年、イギリス領となったと同時にセント・ジョンへ改称した。現在では漁業のほかに、国内最大級のナツメグ工場や古い香辛料のプランテーションであるDougladston Estateがあるものの、観光業は盛んではなくゲストハウスも数少ない。

## 主要都市
- グランド・ロイ（英語版）（Grand Roy）
- グヤヴェ（Gouyave）